# Manganhal - (D), Sindhnur
Manganhal - (D) là một làng thuộc tehsil Sindhnur, huyện Raichur, bang Karnataka, Ấn Độ.